# Montegranaro
Montegranaro (Montegranà in dialetto fermano) è un comune italiano di 12 438 abitanti della provincia di Fermo nelle Marche.

## Geografia fisica
Montegranaro è a circa 10 km dal mare e si snoda su un colle tra la valle del fiume Chienti e il fiume Ete morto.

## Storia
La moderna Montegranaro è forse l'erede dell'antica città romana di Beregra o Veregra, colonia dell'antica Roma che comprendeva il circostante ager Veregranus, confinante con le colonie romane di Firmum, Pausula  e Cluana. L'attuale nome della cittadina viene fatto pure risalire all'antico mons Granarius, riferibile alla presenza di un deposito di grano. Un decreto degli imperatori Ludovico il Pio e Lotario, dell'anno 829 d.C. menziona Montegranaro come donazione all'Abbazia di Farfa. Mons Granarius, poi, sarà assoggettata anche alla città di Fermo, come uno dei suoi castelli. Solo nella prima metà del XIII secolo riacquistò l'autonomia. Nel 1354 incorse nella scomunica inflitta dal cardinale Egidio Albornoz, revocata solo nel 1356. Nell'era delle signorie, Marco Zeno dei conti di Venezia fu designato Vicario, Rettore, Governatore e Padrone della Terra per conto di papa Urbano VI. Nel 1394 il capitano di ventura Luca di Canale si impossessò del paese, che fu poi venduto a Fermo in cambio del rilascio di quest'ultimo.
All'inizio del Quattrocento, giunse Lodovico Migliorati, cui il castello di Montegranaro fu dato in vicariato dal Concilio di Costanza. Nel 1433 Francesco Sforza invase la Marca d'Ancona e a lungo rimase signore della zona. Successivamente, Montegranaro si schierò col duca di Milano e papa Eugenio IV lo scomunicò nuovamente nel 1442. Nel 1445, Montegranaro sottoscrisse dei capitolati di sottomissione con i cardinali emissari del Pontefice e tornò sotto il dominio della Chiesa cui restò poi sempre fedele. Fino al Settecento il paese si resse con proprie magistrature comunali e prosperò nell'agricoltura, soprattutto nel settore cerealicolo e nella produzione di vino e olio. Tra la fine del Settecento e il primo decennio dell'Ottocento un tal Granatelli iniziò la produzione della chiochiera, una sorta di pantofola di stoffa con la suola di pelle di cavallo. Fu l'inizio della fortuna della terra montegranarese. Dalla pantofola si passò alla scarpa in pelle: ciò che è divenuto il futuro e il presente della cittadina.
Nel 2009 il comune di Montegranaro è passato dalla provincia di Ascoli Piceno alla provincia di Fermo.

## Monumenti e luoghi d'interesse

### Architetture religiose

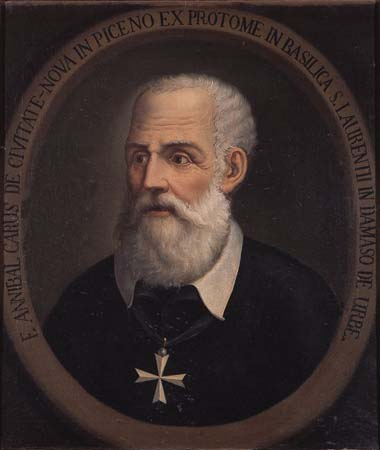
Annibal Caro, Priore della Chiesa dei Santi Filippo e Giacomo

#### Chiesa di Sant'Ugo
La Chiesa di Sant'Ugo, erroneamente definita “cripta” o “criptoportico”, è in realtà una costruzione romanica databile intorno all'anno 800 d.C. È pensabile che insista su un preesistente edificio di epoca anteriore, forse romana. La Chiesa, edificata fuori dalla cinta muraria e parte di un monastero benedettino (passato poi alla congregazione silvestrina), era intitolata ai Santi Filippo e Giacomo e solo successivamente fu dedicata a Sant'Ugo, dopo che venne costruito un nuovo tempio più in alto sul crinale che, nelle successive modificazioni e ampliamenti, inglobò la chiesa mutandola, di fatto, in una pseudo-cripta.
Al suo interno possiamo ammirare tre cicli di affreschi di epoche differenti: il primo datato esattamente al 1299, il secondo intorno alla metà del 1300 e il terzo nel 1500. Il primo ciclo è opera di un non meglio identificato artista che gli storici dell'arte definiscono “maestro di Montegranaro”.
La struttura della costruzione presenta un'unica navata chiusa in alto da una volta a botte in cui l'abside risulta ancora splendidamente affrescata. Le finestre strombate e di piccole dimensioni lasciano entrare una suggestiva luce diffusa.

#### Chiesa di San Serafino

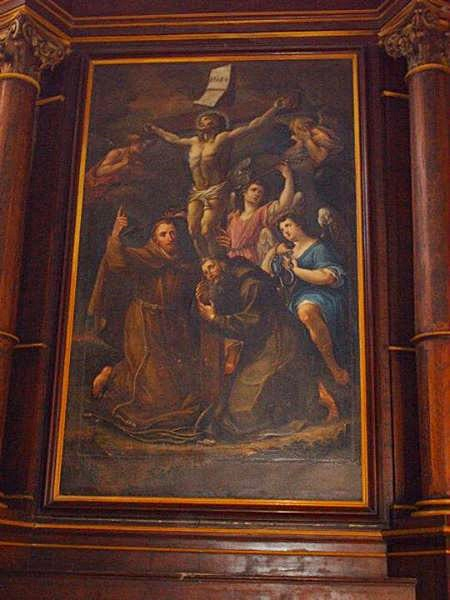
Chiesa di San Serafino - Crocifissione di Filippo Ricci

La chiesa di san Serafino da Montegranaro è intitolata all'omonimo santo (Montegranaro 1540-1604),  poi, però, sepolto nella chiesa dei Cappuccini in Ascoli Piceno, dove morì. La chiesa presenta pregevoli altari lignei, decorati con pale di San Lorenzo e i santi protettori dei calzolai: i santi Crispino e Crispiniano. Sono presenti tele di Alessandro e Filippo Ricci.

#### Chiesa di San Francesco
La chiesa di San Francesco venne edificata nel 1245 fuori le mura. Dopo sfortunate vicende venne restaurata, nel 1603, grazie all'interessamento di Sisto V, pontefice marchigiano. Il convento, ricostruito nei primi anni del Seicento, è oggi sede degli uffici comunali ed è noto come Palazzo Francescani. La chiesa presenta un portale in travertino con ricchi fregi, colonne tornite e lo stemma di Sisto V all'apice dell'arco. Al suo interno opere di Nicola Monti e Luca di Costantino
Chiesa dei SS. Filippo e Giacomo
La chiesa dei Santi Filippo e Giacomo è di fondazione farfense. Nel 1539, fu designato suo Priore "secolare" il celebre letterato civitanovese Annibal Caro. La chiesa attuale risale al XVIII secolo e presenta un arredo di tipo barocco con  stucchi, tempere su tutta la volta e pareti, una pala d'altare di Nicola Monti raffigurante l'Immacolata e una Madonna del Carmine di Filippo Ricci. Lungo la navata è custodita una tela, attribuita alla bottega del Barocci, raffigurante la circoncisione di Nostro Signore e un Sacello Lauretano del XVII secolo.
Chiesa di San Pietro Apostolo
Chiesetta barocca della fine del Settecento, particolare per la sua pianta ellittica e per la finta cupola finemente decorata con stucchi, così come l'intera chiesa. All'interno tele settecentesche di autori ignoti raffiguranti San Liborio e Sant'Amico e Santa Rosa da Lima, nonché una tela di Orazio Orazi del 1903 rappresentante San Pietro con il Gallo. 
Pieve del SS. Salvatore
Di edificazione alto-medievale con datazione incerta, è quasi completamente scomparsa. Sul sito ove sorgeva ora insiste un locale parrocchiale adibito a incontri e manifestazioni. Sulla parete esterna, però, permane un portale romanico-gotico con finiture in travertino e terracotta. Recentemente, durante studi archeologici condotti dall'A.C. Arkeo, è stata rinvenuta una porzione definibile come cappella o sacrestia che attualmente rimane semi murata e di difficile accesso.

### Architetture civili
Di grande interesse anche i palazzi gentilizi Conventati, Ranier - Luciani e Cruciani. Notevole anche il Torrione, un antico mulino fortificato databile a prima dell'anno 1000, edificato nella pianura del fiume Chienti, nell'omonima contrada.
Nel territorio comunale sono diffuse (e molte ancora ben conservate) case di terra cruda, testimonianza di antica civiltà contadina.

## Società

### Evoluzione demografica
Abitanti censiti

### Etnie e minoranze straniere
Al 31 dicembre 2022 gli stranieri residenti erano 1.189, pari al 9,17% della popolazione.

## Economia
Montegranaro è un centro calzaturiero di grande rilievo.
La maggior parte dell'artigianato locale si basa proprio sulla produzione di scarpe e accessori da parte di medie e grandi imprese. Attraverso la continua ricerca tecnologica e di stile, oggi Montegranaro si colloca nel panorama mondiale tra i maggiori centri di produzione di calzature di alta qualità.
Molto florida anche l'agricoltura.

## Infrastrutture e trasporti

### Strade
I collegamenti più importanti sono:
- Dorsale Marche-Abruzzo-Molise "Mezzina", collegamento nord-sud in costruzione funzionante in alcuni tratti tra cui quello che va da Montecosaro a Fermo;
- SS 77, la città si trova a pochi chilometri dall'arteria di collegamento est-ovest che va da Civitanova Marche a Foligno.

## Amministrazione

Il gonfalone comunale

| Periodo          | Periodo          | Primo cittadino   | Partito             | Carica                  | Note |
| ---------------- | ---------------- | ----------------- | ------------------- | ----------------------- | ---- |
| 13 giugno 2004   | 6 giugno 2009    | Giovanni Basso    | lista civica        | sindaco                 |      |
| 7 giugno 2009    | 22 ottobre 2013  | Gastone Gismondi  | lista civica        | sindaco                 |      |
| 23 ottobre 2013  | 25 maggio 2014   | Maurizio Ianieri  |                     | commissario prefettizio |      |
| 26 maggio 2014   | 26 maggio 2019   | Ediana Mancini    | La strada giusta    | sindaco                 |      |
| 27 maggio 2019   | 16 dicembre 2020 | Ediana Mancini    | La strada giusta    | sindaco                 |      |
| 17 dicembre 2020 | 3 ottobre 2021   | Francesco Martino |                     | commissario prefettizio |      |
| 4 ottobre 2021   | in carica        | Endrio Ubaldi     | Montegranaro sempre | Sindaco                 |      |

### Gemellaggi
- Oppeano[senza fonte]
- Aiello del Sabato[senza fonte]

### Altre informazioni amministrative
Fa parte dell'Area Vasta 4 di Fermo, dell'Azienda Sanitaria Unica Regionale delle Marche (in sigla A.V. n. 4 - A.S.U.R. Marche).

## Sport
Hanno sede nel comune le squadre di pallacanestro maschile, Società Sportiva Sutor, e ASD Montegranaro Basket, militanti rispettivamente in serie C gold e in serie D.
Le società di calcio locali sono: la Montegranaro Calcio e la Veregra 2012, che hanno disputato campionati dilettantistici regionali. Nel calcio a 5 esistono due società, la Montegranarese e la Poligranarese.